# Eodorcadion licenti
Eodorcadion licenti är en skalbaggsart som först beskrevs av Maurice Pic 1939.  Eodorcadion licenti ingår i släktet Eodorcadion och familjen långhorningar. Inga underarter finns listade i Catalogue of Life.